# 行政院副院長
行政院副院長（雅稱副閣揆）是中華民國行政院的副首長，由行政院院長依法提請總統任命，負責輔佐院長施政，並於院長職位空缺、或因故不能視事時擔任代理院長，相當於各國的副總理，現任副院長為民主進步黨籍的鄭麗君。

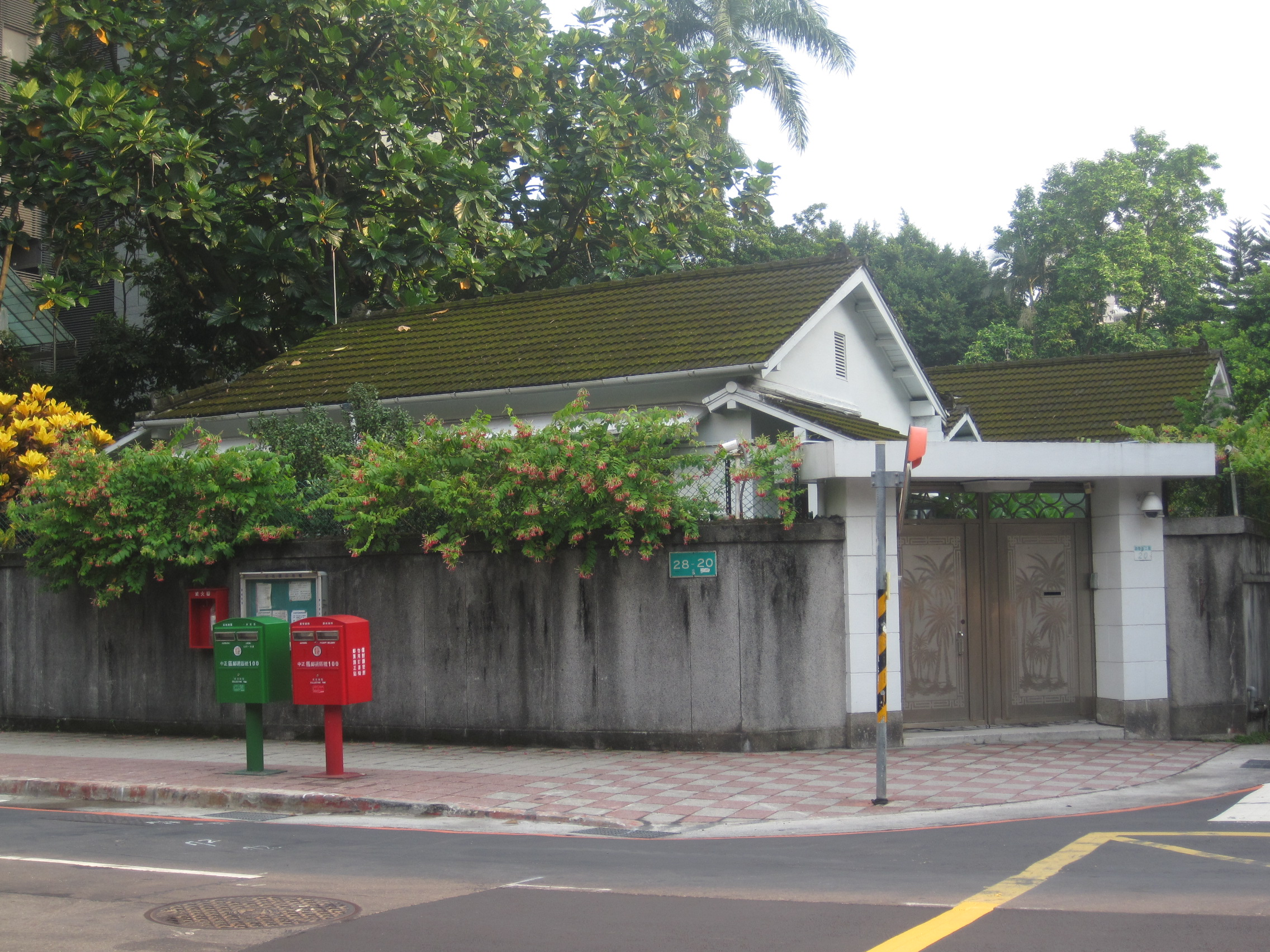
幸町官舍群行政院副院長官邸

## 歷任副院長

### 行憲前
|      |                |                    |                |                |            |      |  |
| 届次 | 肖像           | 姓名               | 任期           | 任期           | 政黨       | 備註 |  |
| 届次 | 肖像           | 姓名               | 到任時間       | 卸任時間       | 政黨       | 備註 |  |
| 1    |                | 冯玉祥 (1882–1948) | 1928年10月28日 | 1930年10月11日 | 中國國民黨 |      |  |
| 2    |                | 宋子文 (1894–1971) | 1930年10月11日 | 1931年6月16日  | 中國國民黨 |      |  |
| 3    | 1931年6月16日  | 宋子文 (1894–1971) | 1931年12月16日 |                | 中國國民黨 |      |  |
| 4    |                | 陳銘樞 (1889–1965) | 1931年12月16日 | 1932年1月1日   | 中國國民黨 |      |  |
| 5    | 1932年1月1日   | 陳銘樞 (1889–1965) | 1932年1月29日  |                | 中國國民黨 |      |  |
| 6    |                | 宋子文 (1894–1971) | 1932年1月29日  | 1933年11月4日  | 中國國民黨 |      |  |
| 7    |                | 孔祥熙 (1880–1967) | 1933年11月4日  | 1935年12月11日 | 中國國民黨 |      |  |
| 8    | 1935年12月11日 | 孔祥熙 (1880–1967) | 1938年1月1日   |                | 中國國民黨 |      |  |
| 9    |                | 張羣 (1889–1990)   | 1938年1月1日   | 1939年12月11日 | 中國國民黨 |      |  |
| 10   |                | 孔祥熙 (1880–1967) | 1939年12月11日 | 1943年9月13日  | 中國國民黨 |      |  |
| 11   | 1943年9月13日  | 孔祥熙 (1880–1967) | 1945年6月4日   |                | 中國國民黨 |      |  |
| 12   |                | 翁文灝 (1889–1971) | 1945年6月4日   | 1947年3月3日   | 中國國民黨 |      |  |
| 13   | 1947年3月3日   | 翁文灝 (1889–1971) | 1947年4月18日  |                | 中國國民黨 |      |  |
| 14   |                | 王雲五 (1888–1979) | 1947年4月23日  | 1948年5月24日  | 無黨籍     |      |  |

### 行憲後
| 任次 | 肖像 | 姓名               | 任期           | 任期           | 政黨               | 備註                    |
| 任次 | 肖像 | 姓名               | 到任時間       | 卸任時間       | 政黨               | 備註                    |
| ---- | ---- | ------------------ | -------------- | -------------- | ------------------ | ----------------------- |
| 1    |      | 顧孟餘 (1888–1972) | 1948年5月31日  | 1948年6月22日  | 中國國民黨         |                         |
| 2    |      | 張厲生 (1907–1971) | 1948年6月22日  | 1948年12月23日 | 中國國民黨         |                         |
| 3    |      | 吴铁城 (1888–1953) | 1948年12月23日 | 1949年3月24日  | 中國國民黨         |                         |
| 4    |      | 賈景德 (1880–1960) | 1949年3月24日  | 1949年6月13日  | 中國國民黨         |                         |
| 5    |      | 朱家驊 (1893–1963) | 1949年6月13日  | 1950年3月15日  | 中國國民黨         |                         |
| 6    |      | 張厲生 (1907–1971) | 1950年3月15日  | 1954年6月1日   | 中國國民黨         |                         |
| 7    |      | 黃少谷 (1901–1996) | 1954年6月1日   | 1958年7月15日  | 中國國民黨         |                         |
| 8    |      | 王雲五 (1888–1979) | 1958年7月15日  | 1963年12月16日 | 無黨籍             |                         |
| 9    |      | 余井塘 (1896–1985) | 1963年12月16日 | 1966年6月1日   | 中國國民黨         |                         |
| 10   |      | 黃少谷 (1901–1996) | 1966年6月1日   | 1969年7月1日   | 中國國民黨         |                         |
| 11   |      | 蔣經國 (1910–1988) | 1969年7月1日   | 1972年6月1日   | 中國國民黨         | 第6、7任總統            |
| 12   |      | 徐慶鐘 (1907–1996) | 1972年6月1日   | 1981年12月1日  | 中國國民黨         |                         |
| 13   |      | 邱創煥 (1925–2020) | 1981年12月1日  | 1984年6月1日   | 中國國民黨         |                         |
| 14   |      | 林洋港 (1927–2013) | 1984年6月1日   | 1987年5月1日   | 中國國民黨         |                         |
| 15   |      | 連戰 (1936–)       | 1987年5月1日   | 1988年7月22日  | 中國國民黨         | 第9任副總統             |
| 16   |      | 施啟揚 (1935–2019) | 1988年7月22日  | 1993年2月27日  | 中國國民黨         |                         |
| 17   |      | 徐立德 (1931–)     | 1993年2月27日  | 1997年9月1日   | 中國國民黨         |                         |
| 18   |      | 蔣孝嚴 (1942–)     | 1997年9月1日   | 1997年12月11日 | 中國國民黨         |                         |
| 19   |      | 劉兆玄 (1943–)     | 1997年12月11日 | 2000年5月20日  | 中國國民黨         |                         |
| 20   |      | 游錫堃 (1948–)     | 2000年5月20日  | 2000年8月1日   | 民主進步黨         | 首位 民主進步黨籍副院長 |
| 21   |      | 張俊雄 (1938–)     | 2000年8月1日   | 2000年10月6日  | 民主進步黨         |                         |
| 22   |      | 賴英照 (1946–)     | 2000年10月6日  | 2002年2月1日   | 無黨籍             |                         |
| 23   |      | 林信義 (1946–)     | 2002年2月1日   | 2004年5月20日  | 無黨籍             |                         |
| 24   |      | 葉菊蘭 (1949–)     | 2004年5月20日  | 2005年2月1日   | 民主進步黨         | 首位女性副院長          |
| 25   |      | 吳榮義 (1939–)     | 2005年2月1日   | 2006年1月25日  | 無黨籍             |                         |
| 26   |      | 蔡英文 (1956–)     | 2006年1月25日  | 2007年5月21日  | 民主進步黨         | 第14、15任總統          |
| 27   |      | 邱義仁 (1950–)     | 2007年5月21日  | 2008年5月6日   | 民主進步黨         |                         |
| 28   |      | 邱正雄 (1942–2025) | 2008年5月20日  | 2009年9月10日  | 中國國民黨         |                         |
| 29   |      | 朱立倫 (1961–)     | 2009年9月10日  | 2010年5月17日  | 中國國民黨         |                         |
| 30   |      | 陳冲 (1949–)       | 2010年5月17日  | 2012年2月6日   | 中國國民黨         |                         |
| 31   |      | 江宜樺 (1960–)     | 2012年2月6日   | 2013年2月18日  | 無黨籍→ 中國國民黨 |                         |
| 32   |      | 毛治國 (1948–)     | 2013年2月18日  | 2014年12月8日  | 中國國民黨         |                         |
| 33   |      | 張善政 (1954–)     | 2014年12月8日  | 2016年2月1日   | 無黨籍             |                         |
| 34   |      | 杜紫軍 (1959–)     | 2016年2月1日   | 2016年5月20日  | 無黨籍             |                         |
| 35   |      | 林錫耀 (1961–)     | 2016年5月20日  | 2017年9月8日   | 民主進步黨         |                         |
| 36   |      | 施俊吉 (1955–)     | 2017年9月8日   | 2019年1月14日  | 無黨籍             |                         |
| 37   |      | 陳其邁 (1964–)     | 2019年1月14日  | 2020年6月19日  | 民主進步黨         |                         |
| 38   |      | 沈榮津 (1951–)     | 2020年6月20日  | 2023年1月31日  | 無黨籍             |                         |
| 39   |      | 鄭文燦 (1967–)     | 2023年1月31日  | 2024年5月20日  | 民主進步黨         |                         |
| 40   |      | 鄭麗君 (1969–)     | 2024年5月20日  | 現任           | 民主進步黨         |                         |

### 現今在世的前行政院副院長
| 姓名   | 任期                                                    | 出生日期       |
| ------ | ------------------------------------------------------- | -------------- |
| 連戰   | 1987年5月1日－1988年7月22日                             | 1936年8月27日  |
| 徐立德 | 1993年2月27日－1997年9月1日                             | 1931年9月17日  |
| 章孝嚴 | 1997年9月1日－1997年12月11日                            | 1942年3月1日   |
| 劉兆玄 | 1997年12月11日－2000年5月20日                           | 1943年5月10日  |
| 游錫堃 | 2000年5月20日－2000年8月1日                             | 1948年4月25日  |
| 張俊雄 | 2000年8月1日－2000年10月6日 2008年5月6日－2008年5月20日 | 1938年3月23日  |
| 賴英照 | 2000年10月6日－2002年2月1日                             | 1946年8月24日  |
| 林信義 | 2002年2月1日－2004年5月20日                             | 1946年8月24日  |
| 葉菊蘭 | 2004年5月20日－2005年2月1日                             | 1949年2月13日  |
| 吳榮義 | 2005年2月1日－2006年1月25日                             | 1939年12月15日 |
| 蔡英文 | 2006年1月25日－2007年5月21日                            | 1956年8月31日  |
| 邱義仁 | 2007年5月21日－2008年5月6日                             | 1950年5月9日   |
| 朱立倫 | 2009年9月10日－2010年5月17日                            | 1961年6月7日   |
| 陳冲   | 2010年5月17日－2012年2月6日                             | 1949年10月13日 |
| 江宜樺 | 2012年2月6日－2013年2月18日                             | 1960年11月18日 |
| 毛治國 | 2013年2月18日－2014年12月8日                            | 1948年10月4日  |
| 張善政 | 2014年12月8日－2016年2月1日                             | 1954年6月24日  |
| 杜紫軍 | 2016年2月1日－2016年5月20日                             | 1959年10月23日 |
| 林錫耀 | 2016年5月20日－2017年9月8日                             | 1961年12月25日 |
| 施俊吉 | 2017年9月8日－2019年1月14日                             | 1955年8月10日  |
| 陳其邁 | 2019年1月14日－2020年6月19日                            | 1964年12月23日 |
| 沈榮津 | 2020年6月20日－2023年1月31日                            | 1951年7月27日  |
| 鄭文燦 | 2023年1月31日－2024年5月20日                            | 1967年7月6日   |

- 最近一位去世的前行政院副院長為邱正雄（任期2008年5月20日－2009年9月10日），於2025年7月22日去世，享耆壽83歲。